# Fiocco di neve (araldica)
Il fiocco di neve è una figura comune in araldica ed è una delle immagini di più recente utilizzo. 
La sua raffigurazione è una replica stilizzata di un cristallo di neve a forma di stella a sei punte. Il suo smalto è generalmente d'argento. Nell'araldica antica questa figura non era utilizzata ed appare in stemmi di più recente creazione e prevalentemente in emblemi civici di paesi dell'Europa settentrionale come Svezia, Norvegia e Finlandia o di località alpine e di montagna in generale. Qui il fiocco di neve nello stemma rimanda alle condizioni climatiche locali; in altri casi può simboleggiare l'inverno, nelle rappresentazioni delle stagioni, a volte contrapposto  al sole (ad esempio Bad Kleinkirchheim, insieme alla fontana per la stagione termale), o legato agli sport invernali (ad es. Saalbach-Hinterglemm).

Bad Kleinkirchheim, Austria
Saalbach-Hinterglemm, Austria
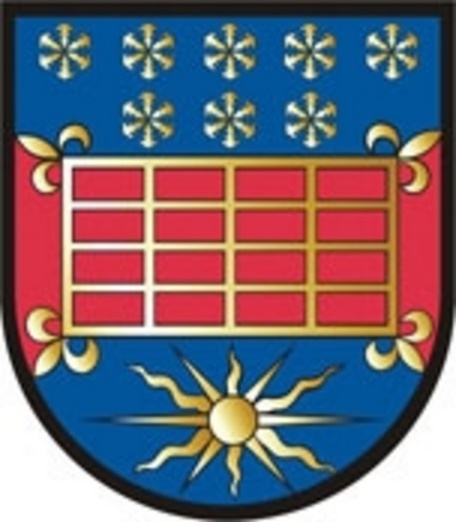
Sankt Lorenzen am Wechsel, Austria
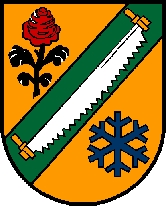
Sandl, Austria
Tatranská Lesná, Slovacchia
Štrbské Pleso, Slovacchia
Distretto di Bubach-Calmesweiler, Eppelborn, Germania
Callbach, Germania
Willingen (Assia), Germania
Pec pod Sněžkou, Repubblica Ceca
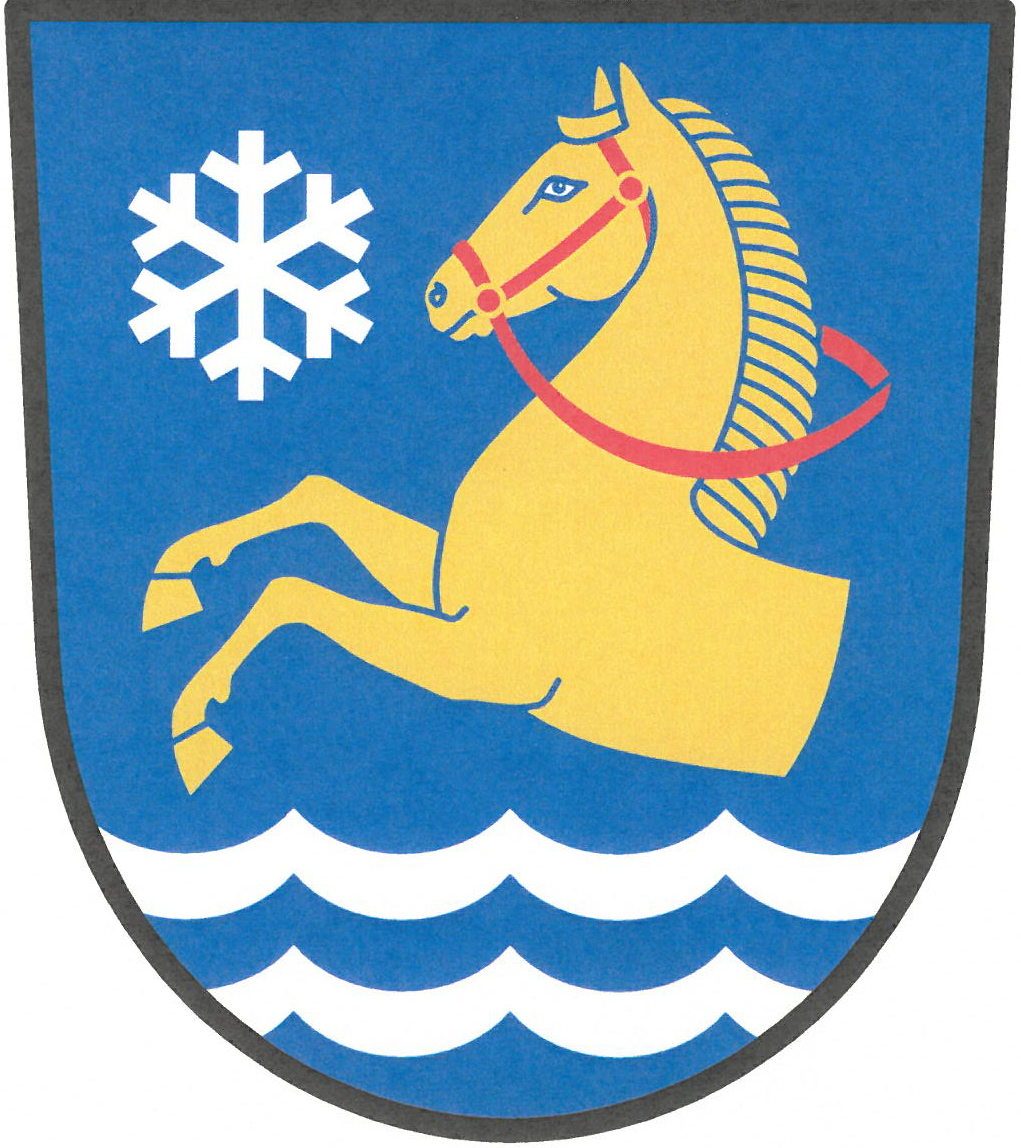
Studený, Repubblica Ceca
Kylmäkoski, Finlandia
Lumijoki, Finlandia
Prémanon, Francia
Saint-Pierre-dels-Forcats, Francia
Mrozy, Polonia
Mullsjö, Svezia
Qaasuitsup, Groenlandia
Madona, Lettonia
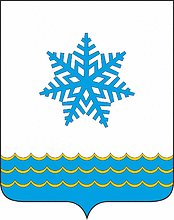
Pokrovsk, Russia